# Ligne du jardin d’acclimatation

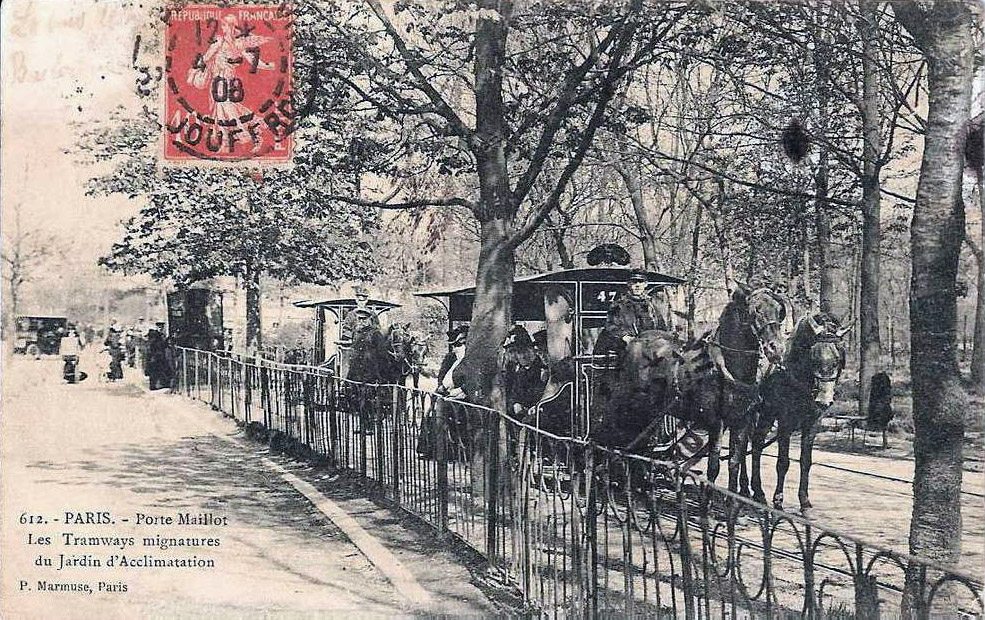
De 1880 a 1910, os bondes da ligne du jardin d’acclimatation eram puxados por pôneis.

A ligne du jardin d’acclimatation (ou linha do jardim de aclimatação) é uma ferrovia turística inaugurada em 1878 e que, hoje em dia, liga a Porte Maillot ao jardin d’acclimatation (zoológico), 800 metros distante.

## Histórico

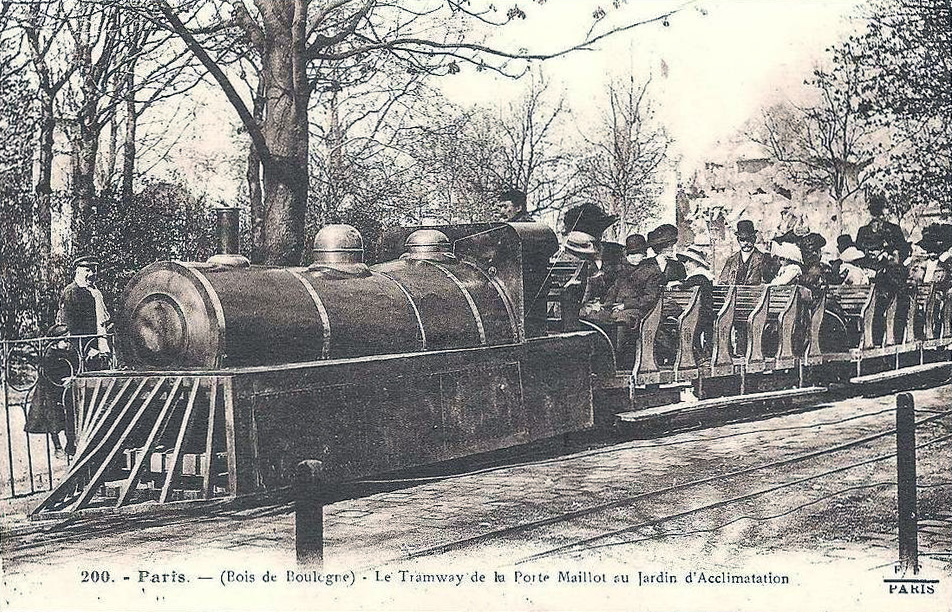
A operação com locomotivas a gasolina com formato de locomotivas a vapor na ligne du jardin d’acclimatation teve início em 1910.

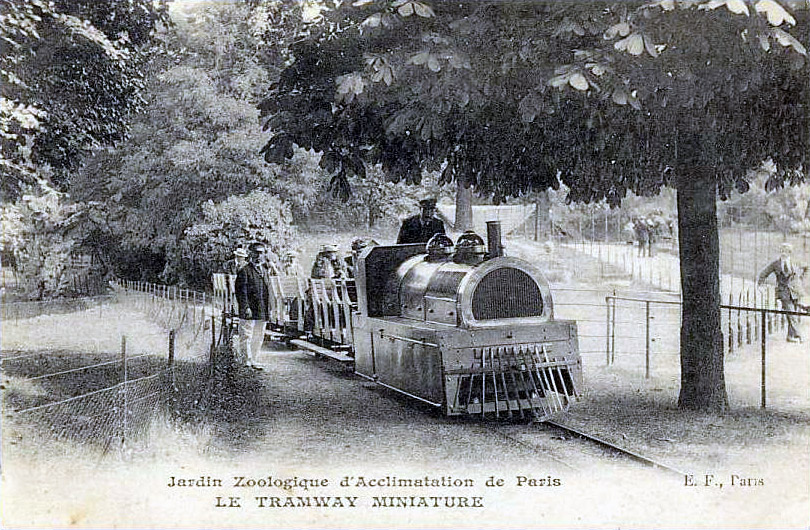
A ligne du jardin d’acclimatation em 1920.

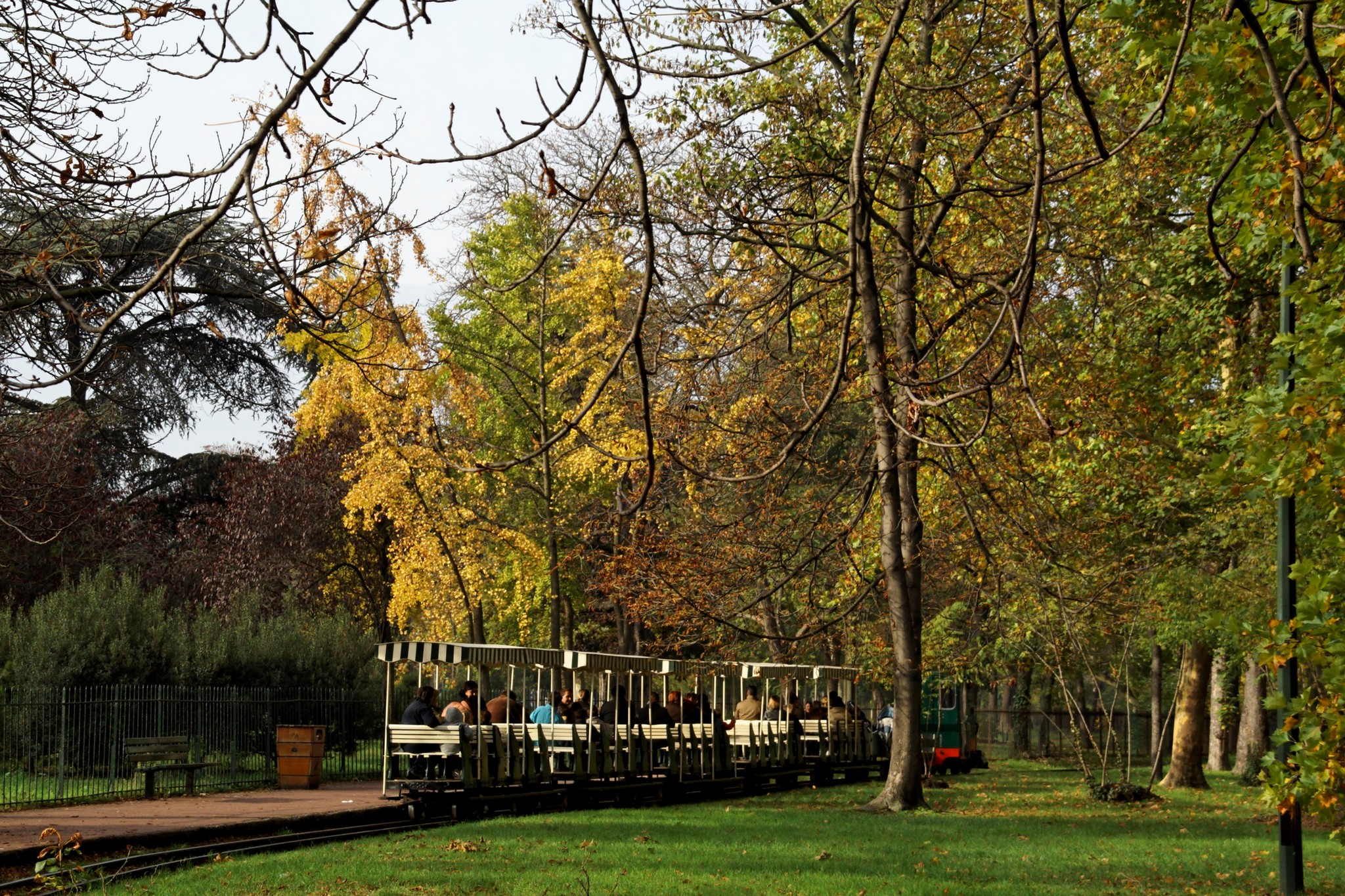
O pequeno trem da ligne du jardin d’acclimatation em 2009.

Inaugurada em 1878, a Ligne du jardin d’acclimatation foi a primeira ferrovia de bitola estreita para transporte de passageiros da França. Paul Decauville já havia proposto demonstrar eu sistema de trilhos portáteis na Exposição Universal, através de uma linha entre o palácio de Trocadéro e a École Militaire, passando pelo Champ de Mars, mas essa proposta foi rejeitada.
Logo em seguida, Paul fez a mesma proposta ao jardin d’acclimatation que a aceitou, e foi construída uma ferrovia circular de 1500 metros de extensão que chegou a transportar 3000 passageiros em alguns domingos à velocidade de 15 km/h.
Por uma razão ainda desconhecida, essa ferrovia foi desmontada logo depois do término da Exposição Universal.
Em 1880, uma nova linha modificada foi construída, ligando o jardin d’acclimatation a Porte Maillot. Essa outra linha pertencia a outra empresa que operava uma linha de bondes americanos acionados por tração animal (pôneis). Em 1910 a linha passou a usar pequenas locomotivas novamente.
Em 1930, a linha foi encurtada nas duas extremidades, e desde então vem operando entre Porte Maillot e jardin d’acclimatation, sem  sofrer nenhuma evolução significativa.
Em 1945, a falta de gasolina, levou à substituição das locomotivas por veículos à bateria, no entanto, as locomotivas voltaram logo a operar. Depois de reformas cosméticas nas décadas de 1950 e 1960, a grande mudança ocorreu em 2010, quando locomotivas com tração elétrica entraram em operação.

## Tarifa
Em 2015, o custo de uma passagem entre Porte Maillot e o jardin d’acclimatation é de € 2,90. A linha funciona todos os dias do ano, durante o horário de funcionamento do parque.